# Moronene
Le moronene est une langue austronésienne parlée en Indonésie, dans le sud-est de Célèbes.

## Répartition géographique
La langue compte deux dialectes, le moronene, parlé à Sulawesi et le tokotu’a, sur l'île proche de Kabaena. La langue était autrefois parlée dans une aire plus étendue, puisqu'on trouve des toponymes moronene dans les régions tolaki.

## Classification
Le moronene appartient au sous-groupe bungku-tolaki qui est rattaché au groupe malayo-polynésien occidental des langues austronésiennes.

## Phonologie
Les tableaux présentent la phonologie du moronene, les voyelles et les consonnes.

### Voyelles
|         | Antérieure | Centrale | Postérieure |
| ------- | ---------- | -------- | ----------- |
| Fermée  | i [i]      |          | u [u]       |
| Moyenne | e [e]      |          | o [o]       |
| Ouverte |            | a [a]    |             |

### Consonnes
|            |           | Bilabiales | alvéolaires | Rétrofle. | Vélaires | Glottales |
| ---------- | --------- | ---------- | ----------- | --------- | -------- | --------- |
| Occlusives | Sourde    | p [p]      | t [t]       |           | k [k]    | ʔ [ʔ]     |
| Occlusives | Sonore    | b [b]      | d [d]       |           | g [g]    |           |
| Occlusives | Prén.sou. | mb [m͡p]    | nd [n͡t]     |           | ngk [ŋ͡k] |           |
| Occlusives | Prén.son. | mb [m͡b]    | nd [n͡d]     |           | ngg [ŋ͡g] |           |
| Fricative  | Fricative | w [β]      | s [s]       |           |          | h [h]     |
| Nasale     | Nasale    | m [m]      | n [n]       |           | ng [ŋ]   |           |
| Liquide    | Liquide   |            | l [l]       |           |          |           |
| Roulée     | Roulée    |            | r [r]       | ɽ [ɽ]     |          |           |

### Allophones
Le moronene possède une série d'affriquées et de palatales qui ne sont pas phonémiques et qui sont issues de la palatalisation.

t͡ʃoʔo, 2epersonne du singulier, provient d'un *ikoʔo et s'oppose à koo, fardeau.

## Sources
- (en) Adelaar, Alexander, The Austronesian Languages of Asia and Madagascar: A Historical Perspective, The Austronesian Languages of Asia and Madagascar, pp. 1-42, Routledge Language Family Series, Londres, Routledge, 2005,  (ISBN 0-7007-1286-0)
- (en) Mead, David, Proto-Bungku-Tolaki: Reconstruction of its Phonology and Aspects of its Morphosyntax, Thèse, Houston, Rice University, 1998.
- (en) Mead, David, Mori Bawah, The Austronesian Languages of Asia and Madagascar, pp. 683-708, Routledge Language Family Series, Londres: Routledge, 2005,  (ISBN 0-7007-1286-0)